# 22732 Jakpor
22732 Jakpor è un asteroide della fascia principale. Scoperto nel 1998, presenta un'orbita caratterizzata da un semiasse maggiore pari a 3,1684645 UA e da un'eccentricità di 0,1994857, inclinata di 1,31229° rispetto all'eclittica.